# Wahlenbergia flexuosa
Wahlenbergia flexuosa là loài thực vật có hoa trong họ Hoa chuông. Loài này được (Hook.f. & Thomson) Thulin miêu tả khoa học đầu tiên năm 1975.